# Остапівка (Лубенський район)
Оста́півка —  село в Україні, у Новооржицькій селищній громаді Лубенського району Полтавської області. Населення становить 454 осіб. Колишній орган місцевого самоврядування — Остапівська сільська рада.

## Географія
Село Остапівка знаходиться біля витоків річки В'язівець, нижче за течією на відстані 1,5 км розташоване село Богодарівка. Поруч проходять автомобільна дорога М03 та залізниця, станція Вили за 2 км.

## Історія
Ймовірно, це хутір Остапів підлеглий містечку Яблунів (нині с.Яблуневе) згаданий у судовому спорі Бартоломія Обалковського з Костянтином Вишневецьким 1622 р. (причому зі згадкою, що хутором володів ще Януш Острозький, який помер 1620 р.). 12 червня 2020 року, відповідно до розпорядження Кабінету Міністрів України № 721-р «Про визначення адміністративних центрів та затвердження територій територіальних громад Полтавської області», село увійшло до складу Новооржицької селищної громади.
19 липня 2020 року, в результаті адміністративно - територіальної реформи та ліквідації Оржицького району, село увійшло до складу новоутвореного Лубенського району.

## Економіка
- Птахо-товарна ферма.
- «Нива», ТОВ.
- «Порцелак-Агро», ТОВ.

## Об'єкти соціальної сфери
- Школа І-ІІ ст.
- Будинок культури.

## Населення
Згідно з переписом УРСР 1989 року чисельність наявного населення села становила 533 особи, з яких 223 чоловіки та 310 жінок.
За переписом населення України 2001 року в селі мешкали 453 особи.

### Мова
Розподіл населення за рідною мовою за даними перепису 2001 року:
| Мова       | Відсоток |
| ---------- | -------- |
| українська | 98,90 %  |
| російська  | 0,88 %   |
| вірменська | 0,22 %   |